# 闊嘴魮
闊嘴魮（学名：Barbus eurystomus）為輻鰭魚綱鯉形目鯉科的其中一個種。分布於非洲馬拉威湖，體長可達50公分，為高經濟價值的食用魚，但其數量有減少的趨勢。

## 扩展阅读
維基物種上的相關：闊嘴魮